# Vaslakat-ház
Az aradi Vaslakat-ház műemlék épület Romániában, Arad megyében. A romániai műemlékek jegyzékében az AR-II-m-B-00572 sorszámon szerepel.